# Rhacochilus toxotes
Rhacochilus toxotes is een straalvinnige vissensoort uit de familie van brandingbaarzen (Embiotocidae). De wetenschappelijke naam van de soort is voor het eerst geldig gepubliceerd in 1854 door Louis Agassiz.